# Wilhelm Dilthey
Wilhelm Dilthey (Biebrich (Wiesbaden), 1833. november 19. – Seis am Schlern (Castelrotto), 1911. október 1.) német történész, pszichológus és szociológus, valamint idealista filozófus. Az irracionalista életfilozófia egyik megalapítója.
A Berlini Egyetem Filozófia Tanszékét is vezette. Fiatalként követve a családi hagyományokat Heidelbergbe ment teológiát tanulni. Többek között a híres német filozófus, Kuno Fischer is a tanára volt, így Dilthey korai életszemlélete a neokantianizmus hatása alatt formálódott. Heidelberg után a Berlini Egyetemre ment, majd 1867-ben Bázelben szerzett doktori címet.
Tanított Kielben és a mai Wrocławban is, majd 1882-ben tért vissza Berlinbe. Foglalkozott a filozófiai hermeneutikával is, amely az értelmezést és a megértést vizsgálja. Dilthey szembeállította egymással a természet- és a szellemtudományokat. Nem tagadta ugyan a természettudományok jelentőségét, de hangsúlyozta hogy ennek csak külső tapasztalatokkal van dolga, a szellemtudomány a belső tapasztalattal, az öntudattal foglalkozik. Szerinte a szellemtudományok az élet intuitív tudatából indulnak ki, éppen ezért csak ezeken keresztül lehetséges az élet megértése.

## Történelemfelfogása
A történelem egy életmódot, életformát képvisel. A műveltséget/ kultúrát létrehozó és fenntartó ember maga - a pszichológiai vizsgálódás tárgya. Így, ezzel indította a kulturális pszichológiai mozgalmat. Dilthey filozófiájának másik jellemző sajátossága az irracionálisan értelmezett történetiség, a historizmus volt. Elvetette a törvényszerű történelmi fejlődés, a haladás fogalmát és a történelmi előrelátás lehetőségét, s a történelmet emberformáló irracionális folyamatnak tekintette. Dilthey a történelemben és más szellemtudományban a műveltség termékeit értelmezi, belső koherenciával vértezi fel. Szerinte a hagyományok típusváltásait a korra jellemző személyiség követi el. Ez kétélű állítás. A „geist” (német) egyik értelme (szellem) egyre inkább psyché/ Psyche (szellem, lélek, angol) értelmet nyer.

## Lélektana
Szakítani kell a hagyományos lélektannal, vagy legyen leíró pszichológia is. A személyiség társításait/ asszociációit az értékirányaiban, érdekeiben vizsgálja! A tény belülről - eleven összefüggés, nem egyedi adottság. Kornis elfogadja szellemtudományi megalapozó igényét a pszichológiai okságra alapozva, de szerinte a tudomány feladata igenis általános. A típusösszefüggést, persze, ragadja meg! A pszichológia nem lehet csak ideografikus/ eszmerajz szakág/ diszciplína, mert akkor megszűnik tudomány lenni.

## Megértése
Dilthey fokozatosan tolódik el a pszichologizmustól a hermeneutikához. A megértés kulcsmozzanatát, alternatív pszichológia értelmében, lelki sajátnak veszi. A megértés nyelvi és társadalmi. „Az objektivációk által közvetített életben a megértés sem szubjektív élmény már (...) a hermeneutikusnak (...) közvetlenül mindig kifejezésekkel van dolga. A kifejezések pedig akarások az „érzésekkel” szemben. Mindenkinek ugyanúgy interszubjektívek/ alanyköziek.” Az értelmes egész, mint a lelki élet szervezője - az akkori német szellemi élet igénye sokaknál.

## Magyarul megjelent művei
- Élmény és költészet. Három tanulmány; ford., bev. Várkonyi Hildebrand; Franklin, Budapest, 1925 (Ember és természet)
- A történelmi világ felépítése a szellemtudományokban. Tanulmányok / függelék: Wilhelm Dilthey – Edmund Husserl levélváltása; vál., ford., bev., jegyz. Erdélyi Ágnes; Gondolat, Budapest, 1974 (Gondolkodók)
- A pedagógia története; inː Egyetem, nevelés, értelmiségi lét; szerk. Csejtei Dezső, Dékány András, Simon Ferenc; Társadalomtudományi Kör, Szeged, 1990 (Ész, élet, egzisztencia)
- A történelmi világ felépítése a szellemtudományokban; vál., ford., jegyz. Erdélyi Ágnes; 2., átdolg. kiad.; Gondolat, Budapest, 2004 (Társadalomtudományi könyvtár)
- A filozófia lényege; ford., utószó Csejtei Dezső és Juhász Anikó; Attraktor, Máriabesnyő-Gödöllő, 2007

## Fordítás
- Ez a szócikk részben vagy egészben  a   Wilhelm Dilthey című angol Wikipédia-szócikk fordításán alapul.  Az eredeti cikk szerkesztőit annak laptörténete sorolja fel. Ez a jelzés csupán a megfogalmazás eredetét és a szerzői jogokat jelzi, nem szolgál a cikkben szereplő információk forrásmegjelöléseként.